# Casa Josep Ribes i Margarit
La Casa Josep Ribes i Margarit és un edifici situat al carrer de Sant Pere Més Baix, 82 de Barcelona, catalogat com a bé amb elements d'interès (categoria C).

## Història i descripció

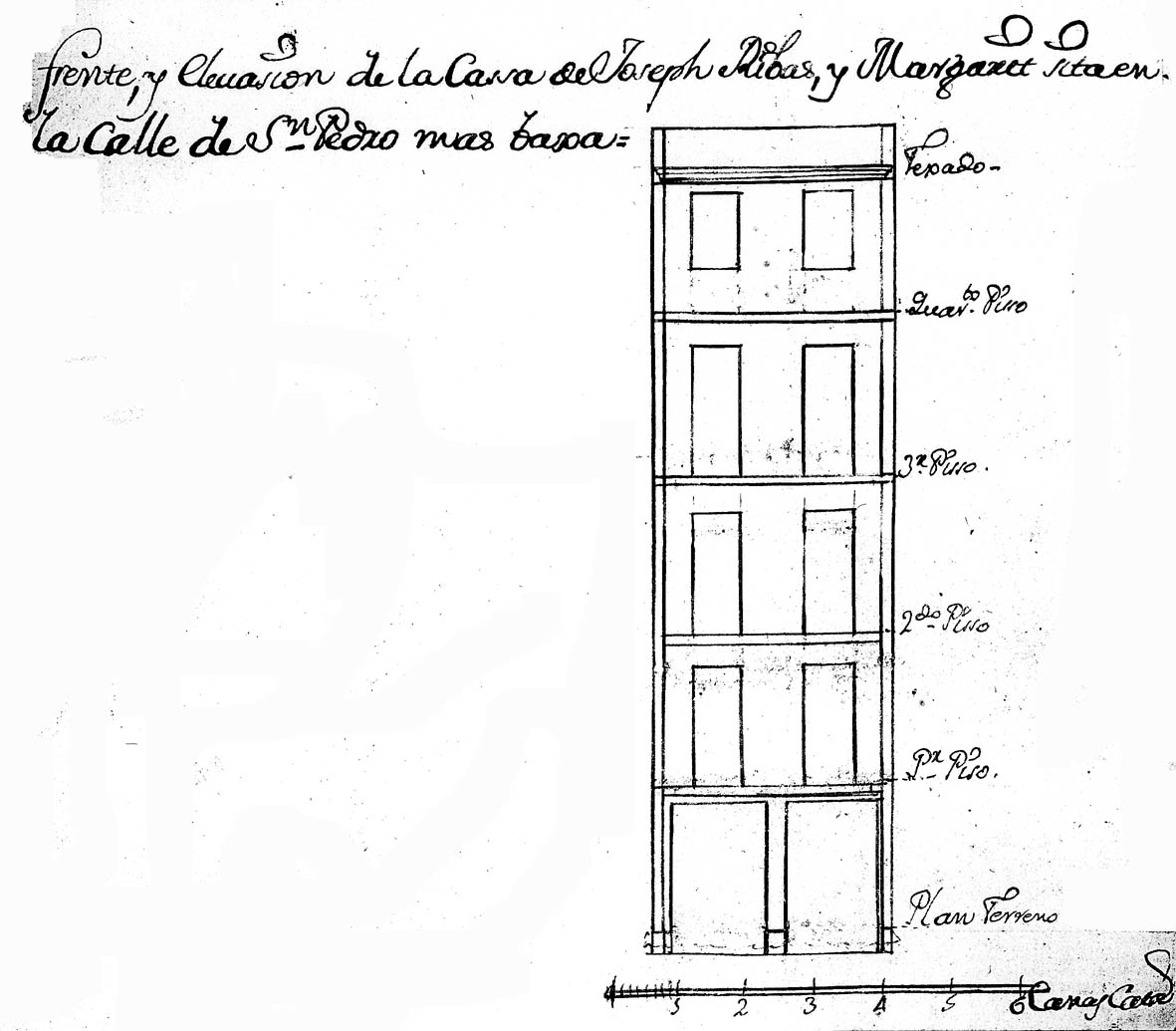
Projecte de la façana (1795)

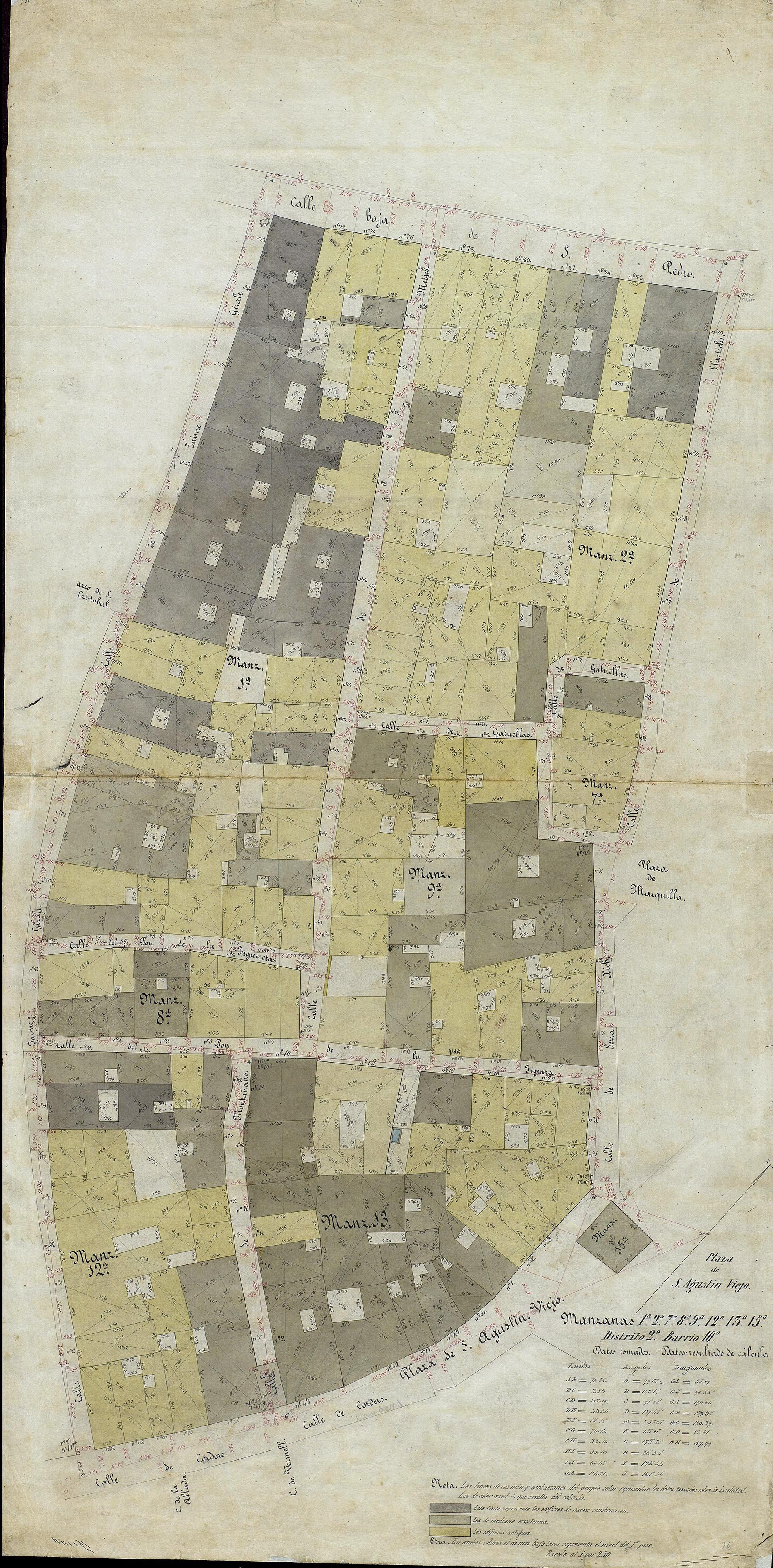
Quarteró núm. 26 de Garriga i Roca (c. 1860)

El mestre de cases Josep Ribes i Ferrer va morir el 1755, i en el seu inventari post mortem figuraven una casa al carrer de Sant Pere Més Baix i una altra al carrer d'en Llàstics (actual núm. 11), que era la residència familiar. El 1795, el seu fill Josep Ribes i Margarit va demanar permís per a reedificar la casa del carrer de Sant Pere Més Baix amb planta baixa i quatre pisos i dues obertures per planta. El parament de la planta baixa i els emmarcaments són de pedra. El primer i segon pis tenen balcons correguts; el tercer, balcons individuals; i el quart, finestres, una d'elles convertida en balcó posteriorment.
Hi viurien el seu fill Josep Ribes i Aimar, casat amb Ignàsia Solà i Montserrat, filla del sastre Fèlix Solà, i els seus nets Francesc Ribes i Solà, cònsol dels Països Baixos i vocal de la Comissió de Fàbriques de Filats, Teixits i Estampats de Cotó de Catalunya, l'arquitecte Fèlix Ribes i Solà, i l'hereu Josep Ribes i Solà.